# Stijn Stroobants
Stijn Stroobants (Vilvoorde, 15 april 1984) is een Belgische hoogspringer. In zijn juniortijd behaalde hij vele nationale scholieren- en jeugdtitels en vestigde hij verschillende records. Bovendien heeft hij sinds 2001 in totaal elf nationale seniorentitels op zijn palmares bijgeschreven.

## Biografie
Stroobants trouwde op 26 augustus 2006 met de Russische hink-stap-springster Svetlana Bolshakova. Sindsdien wonen ze samen in Zaventem.
In 2008 scheurde Stroobants zijn linkerkuit. De revalidatie verliep niet vlot, waardoor hij aan geen wedstrijden kon deelnemen en zo zijn profcontract niet kon verdedigen.
In 2009 kon Stroobants eindelijk aantonen, dat hij zijn blessure met succes had overwonnen. Reeds tijdens het indoorseizoen liet hij zien het hoogspringen nog niet te zijn verleerd door 2,20 m te laten opmeten, zijn op een na beste indoorprestatie ooit. Aan het begin van het outdoorseizoen kreeg hij aanvankelijk te kampen met pijn tussen zijn achillespees en zijn kuit, een gevolg van zijn ernstige blessure van het jaar ervoor. Toen die pijn was verdwenen en de atleet uit Zaventem eindelijk weer vrijuit kon springen, resulteerde dat al gauw in sprongen van 2,20 en hoger, tot hij uiteindelijk op 20 juni 2009 in Bergen (Noorwegen) met 2,26 m zijn huidige persoonlijke record sprong tijdens de wedstrijd in de First League van het Europees Teamkampioenschap. Hiermee is Stijn gestegen naar een gedeelde tweede plaats aller tijden in België, samen met zijn techniek-trainer Marc Borra.
Op de Belgische kampioenschappen in Oordegem in het eerste weekend van augustus bevestigde hij zijn teruggekeerde vorm door met een sprong over 2,20 afgetekend Belgisch kampioen te worden, drie jaar na zijn vorige kampioensplak.
Stijn Stroobants traint samen met echtgenote Svetlana bij trainer Michel Boels. Voor de techniektrainingen traint hij bij Marc Borra.

## Belgische kampioenschappen
Outdoor
| onderdeel    | jaar                                     |
| ------------ | ---------------------------------------- |
| hoogspringen | 2001, 2002, 2004, 2005, 2006, 2009, 2010 |

Indoor
| onderdeel    | jaar                   |
| ------------ | ---------------------- |
| hoogspringen | 2004, 2005, 2007, 2010 |

## Persoonlijke records
Outdoor
| Onderdeel    | Prestatie | Datum        | Plaats |
| ------------ | --------- | ------------ | ------ |
| hoogspringen | 2,26 m    | 20 juni 2009 | Bergen |

Indoor
| Onderdeel    | Prestatie | Datum           | Plaats    |
| ------------ | --------- | --------------- | --------- |
| hoogspringen | 2,25 m    | 9 februari 2007 | Boekarest |

## Prestatie-ontwikkeling
| Jaar | Outdoor | Indoor |
| ---- | ------- | ------ |
| 1997 | 1,68 m  | 1,58 m |
| 1998 | 1,79 m  | 1,70 m |
| 1999 | 1,88 m  | 1,80 m |
| 2000 | 2,01 m  | 1,92 m |
| 2001 | 2,15 m  | 2,14 m |
| 2002 | 2,14 m  | 2,13 m |
| 2003 | 2,14 m  | 2,10 m |
| 2004 | 2,18 m  | 2,16 m |
| 2005 | 2,20 m  | 2,18 m |
| 2006 | 2,14 m  | -      |
| 2007 | 2,22 m  | 2,25 m |
| 2008 | -       | 2,19 m |
| 2009 | 2,26 m  | 2,20 m |
| 2010 | 2,21 m  | 2,22 m |